# Premi Feroz a la millor actriu de repartiment
El Premi Feroz a la millor actriu de repartiment és un premi cinematogràfic que s'entrega anualment, des del 2014, com a part dels Premis Feroz, creats per l'Associació d'Informadors Cinematogràfics d'Espanya.

## Guanyadores i nominades
!Edició!! Any !! Foto !! Guanyadora !! Obra !! Nominades
|-
| I
| 2014
|
|Terele Pávez
|Las brujas de Zugarramurdi
|
- Verónica Echegui - La gran familia española
- Petra Martínez - Todas las mujeres
- Natalia de Molina - Vivir es fácil con los ojos cerrados
- Rossy de Palma - 3 bodas de más
- Bárbara Santa-Cruz - 3 bodas de más

|-
| II
| 2015
|
|Itziar Aizpuru
|Loreak
|
- Nerea Barros - La isla mínima
- María León - Carmina y amén
- Carmen Machi - Ocho apellidos vascos
- Yolanda Ramos - Carmina y amén

|-
|III
|2016
| 
|Luisa Gavasa
|La novia
|
- Marian Álvarez - Felices 140
- Dolores Fonzi - Truman
- Blanca Suárez - Mi gran noche
- Elvira Mínguez - El desconocido

|-
|IV
|2017
|
|Ruth Díaz
|Tarde para la ira
|
- Marta Etura - El hombre de las mil caras
- Rossy de Palma - Julieta
- Terele Pávez - La puerta abierta
- Candela Peña - Kiki, el amor se hace

|-
|V
|2018
|
|Adelfa Calvo
|El autor
|
- Anna Castillo - La llamada
- Belén Cuesta - La llamada
- Lola Dueñas - No sé decir adiós
- Gracia Olayo - La llamada

|-
|VI
|2019
|
|Anna Castillo
|Viaje al cuarto de una madre
|
- Bárbara Lennie - Todos lo saben
- Natalia de Molina - Quién te cantará
- Marisa Paredes - Petra
- Ana Wagener - El reino

|-
|VII
|2020
|
|Julieta Serrano
|Dolor y gloria
|
- Penélope Cruz - Dolor y gloria
- Mona Martínez - Adiós
- Laia Marull - La inocencia
- Antonia San Juan - El hoyo

|-
|VIII
|2021
|
|Verónica Echegui
|Explota explota
|
- Natalia de Molina - Quién te cantará >
- Juana Acosta - El inconveniente
- Nathalie Poza - La boda de Rosa
- Paula Usero - La boda de Rosa

|-
|}